# 신지훈 (가수)
신지훈(辛知勳, 1998년 6월 23일 ~ )은 前 피겨스케이팅 선수이자 대한민국의 가수이다.

## 학력
- 동부초등학교 (졸업)
- 덕풍중학교 (전학) → 강일중학교 (졸업)
- 서울공연예술고등학교 실용음악과 (졸업)

## 음악 활동
자신의 꿈을 찾고자 SBS 서바이벌 오디션 K팝스타2에 부모님 몰래 지원하였다. 특유의 아련한 목소리와 돌직구 고음으로 극찬을 이어 나갔지만, 피겨 대회 3개와 승급 심사를 병행하며 배틀 오디션에서 탈락하였다. 그렇지만 김도연양의 중도 하차로 생방송에 진출하여 TOP 6에 드는 성적을 거뒀다.

### K팝스타2오디션 경연곡
| 방송국 | 방송정보                             | 경연곡                              | 음원발매일      |
| ------ | ------------------------------------ | ----------------------------------- | --------------- |
| SBS    | 《K팝스타2》본선 1라운드             | Someone like you (Adele)            | 미정            |
| SBS    | 《K팝스타2》랭킹 오디션              | Ben (The Jackson 5)                 | 미정            |
| SBS    | 《K팝스타2》캐스팅오디션 with 임경하 | I'll be there (The Jackson 5)       | 미정            |
| SBS    | 《K팝스타2》캐스팅오디션             | 너에게로 또 다시 (변진섭)           | 미정            |
| SBS    | 《K팝스타2》배틀오디션               | Never ending story (부활)           | 미정            |
| SBS    | 《K팝스타2》배틀오디션 패자부활      | I believe i can fly (R.Kelly)       | 미정            |
| SBS    | 《K팝스타2》TOP 10                   | You are not alone (Michael Jackson) | 2013년 2월 24일 |
| SBS    | 《K팝스타2》TOP 8                    | 편지 (김광진)                       | 미정            |
| SBS    | 《K팝스타2》TOP 6                    | You raise me up (Secret Garden)     | 2013년 3월 10일 |
| SBS    | 《K팝스타2》 Dream Stage with 백아연 | I dreamed a dream (Anne Hathaway)   | 미정            |

### 앨범
| 분류       | 발매연도 | 발매일    | 제목               | 작사               | 작곡                    | 편곡                    |
| ---------- | -------- | --------- | ------------------ | ------------------ | ----------------------- | ----------------------- |
| 디지털싱글 | 2013년   | 10월 16일 | 《Right There》    | 용준형             | 김태주                  | 용준형,김태주,허단비    |
| 디지털싱글 | 2013년   | 11월 22일 | 《아프고 아프다》  | 용감한 형제        | 용감한 형제,코끼리 왕국 | 용감한 형제,코끼리 왕국 |
| 디지털싱글 | 2014년   | 5월 2일   | 《해피엔딩》       | 박주석, 인우(iNoo) | 박주석, 인우(iNoo)      | 박주석, 인우(iNoo)      |
| 디지털싱글 | 2014년   | 9월 2일   | 《울보》           | 윤명선             | 윤명선                  | 홍진영                  |
| 디지털싱글 | 2016년   | 5월 24일  | 《정글짐》         | 신지훈             | 신지훈                  | Ferdy(MosPick)          |
| 디지털싱글 | 2017년   | 1월 31일  | 《별이 안은 바다》 | 신지훈             | 신지훈                  | Ferdy(MosPick)          |

### EP
| 트랙 | 발매일          | 앨범        | 곡명                  | 작사   | 작곡   | 편곡                   |
| ---- | --------------- | ----------- | --------------------- | ------ | ------ | ---------------------- |
| 01   | 2019년 5월 25일 | 青春 (청춘) | 《종이접기》          | 신지훈 | 신지훈 | 신지훈,Jerry.L(이재근) |
| 02   | 2019년 5월 25일 | 青春 (청춘) | 《계란꽃》            | 신지훈 | 신지훈 | 신지훈,Jerry.L(이재근) |
| 03   | 2019년 5월 25일 | 青春 (청춘) | 《벚꽃 퍼레이드》     | 신지훈 | 신지훈 | 신지훈,Jerry.L(이재근) |
| 04   | 2019년 5월 25일 | 青春 (청춘) | 《파란봄》            | 신지훈 | 신지훈 | 신지훈,Jerry.L(이재근) |
| 05   | 2019년 5월 25일 | 青春 (청춘) | 《독백 (unplugged.)》 | 신지훈 | 신지훈 | 신지훈                 |
| 06   | 2019년 5월 25일 | 青春 (청춘) | 《파란봄 (Inst.)》    | 신지훈 | 신지훈 | 신지훈,Jerry.L(이재근) |

### 참여앨범
| 분류        | 발매연도 | 발매일   | 앨범                                     | 곡명              |
| ----------- | -------- | -------- | ---------------------------------------- | ----------------- |
| 정규 음반   | 2013년   | 2월 24일 | SBS K팝스타 2 TOP 10 (2회)               | You Are Not Alone |
| 정규 음반   | 2013년   | 3월 3일  | SBS K팝스타 2 TOP 8                      | 편지              |
| 정규 음반   | 2013년   | 3월 10일 | SBS K팝스타 2 TOP 6                      | You Raise Me Up   |
| 디지털 싱글 | 2013년   | 12월 3일 | 크리스마스 노래 (유나이티드 큐브의 노래) | 크리스마스 노래   |
| 디지털 싱글 | 2014년   | 1월 6일  | 작은 달                                  | 작은 달           |
| 옴니버스    | 2019년   | 11월 9일 | 제30회 유재하 음악경연대회               | 가득 빈 마음에    |

### O.S.T
| 발매연도 | 발매일자 | 앨범                                                | 곡명             |
| -------- | -------- | --------------------------------------------------- | ---------------- |
| 2013년   | 6월 14일 | (SBS드라마 출생의 비밀 OST Part.2)                  | 머리가 나빠      |
| 2014년   | 2월 18일 | (SBS드라마 따뜻한 말 한마디 OST)                    | 계절이 오면      |
| 2019년   | 7월 2일  | (KBS 2TV드라마 퍼퓸 (드라마) OST Part.9)            | Tick-Tock        |
| 2020년   | 3월 20일 | (SBS드라마 하이에나 (2020년 드라마) OST Part.7)     | Far away         |
| 2020년   | 5월 5일  | (KBS 1TV드라마 기막힌 유산 OST Part.4)              | 내 사랑 내 곁에  |
| 2020년   | 3월 26일 | (tvN드라마 아직 최선을 다하지 않았을 뿐 OST Part.6) | 해맑게 웃던 아이 |

## 방송 활동

### 텔레비전
| 연도            | 일자                 | 방송국 | 방송 정보                          | 출연            |
| 2012년 ~ 2013년 | 11월 18일 ~ 3월 10일 | SBS    | 《서바이벌 오디션 K팝스타2》       | K팝스타2 참가자 |
| 2013년          | 5월 11일             | MBC    | 《휴먼다큐 사람이 좋다》           | 신지훈          |
| 2016년          | 5월 27일             | KBS2   | 《유희열의 스케치북》              | 신지훈          |
| 2017년 ~ 2018년 | 10월 28일 ~ 2월 10일 | KBS2   | 《아이돌 리부팅 프로젝트 더 유닛》 | 참가자          |

### 영화
| 개봉일          | 제목        | 감독   | 제작                     | 배급사          | 역할        |
| 2016년 6월 23일 | 비밀은 없다 | 이경미 | 영화사 거미, 필름 트레인 | CJ 엔터테인먼트 | 김민진      |
| 2018년          | 단편/김희선 | 김민주 | 사랑에 관한 짧은 필름    | -               | 주연/김희선 |

### 드라마
| 연도 | 일자               | 방송국 | 방송정보   | 출연      |
| ---- | ------------------ | ------ | ---------- | --------- |
| 2018 | 8월 13일~ 10월 9일 | (XtvN) | 복수노트 2 | 조은연 역 |

## 피겨 활동
초등학교 6학년 때 처음 피겨 스케이팅을 시작했다. 다른 사람들에 비하면 다소 늦은 시작이지만 욕심 많은 성격 덕분에 실력이 급격하게 성장하여 해외 수상 기록도 있다.
4급 노비스 여자 싱글 스케이터다. 그러나 2017 시즌 이후로 선수활동이 없으며, 선수로서는 사실상 은퇴한 상태다.

### 대회 및 성적
- SP: 쇼트 프로그램(Short Program)
- FS: 프리 스케이팅(Free Skating)

| 일자                  | 대회                            | Level          | SP Score     | FP Score     | Total        |
| 2010년                |                                 |                |              |              |              |
| 5월 8일               | 제3회 전국남녀초등학교 빙상대회 | 1급 8조        | x            | 6.0 System   | 6.0 System   |
| 12월 2일 ~ 12월 4일   | 제12회 피겨스케이팅 꿈나무대회  | 2급 고학년부   | x            | 18.68 (25위) | 18.68 (25위) |
| 2012년                |                                 |                |              |              |              |
| 1월 6일 ~ 1월 8일     | 제66회 피겨 종합 선수권         | Novice         | 25.72 (19위) | 30.68 (44위) | 56.40 (39위) |
| 8월 8일 ~ 8월 12일    | Asian Figure Skating Trophy     | Basic Novice B | x            | 36.17 (3위)  | 36.17 (3위)  |
| 11월 10일 ~ 11월 11일 | 제5회 서울특별시 교육감배       | C조 여중부     | 22.66 (3위)  | 42.42 (2위)  | 65.08 (1위)  |
| 11월 30일 ~ 12월 2일  | 제1회 노비스 꿈나무 대회        | Novice         | 26.50 (2위)  | 44.52 (3위)  | 71.02 (2위)  |
| 12월 20일 ~ 12월 21일 | 제25회 서울특별시장배           | C조 여중부     | 20.55 (6위)  | 40.66 (2위)  | 60.21 (4위)  |
| 青2013년              |                                 |                |              |              |              |
| 1월 4일 ~ 1월 6일     | 제67회 피겨 종합 선수권         | Novice         | 22.70 (17위) | 44.11 (15위) | 66.81 (16위) |
| 11월 2일 ~ 11월 3일   | 제6회 서울특별시 교육감배       | C조 여중부     | 23.11 (8위)  | 37.75 (10위) | 60.86 (8위)  |
| 12월 18일 ~ 12월 19일 | 제26회 서울특별시장배           | C조 여중부     | x            | 35.02 (13위) | 35.02 (13위) |

### 수상 내역
| 일자                  | 대회                                         | Level                             | Rank |
| 2012년                |                                              |                                   |      |
| 8월 8일 ~ 8월 12일    | Asian Figure Skating Trophy                  | Basic Novice B                    | 3위  |
| 11월 10일 ~ 11월 11일 | 제5회 서울특별시 교육감배                    | C조 여중부                        | 1위  |
| 2017년                |                                              |                                   |      |
| 1월 20일              | 전국동계체육대회 싱크로나이즈드 피겨스케이트 | 서울시 시니어 대표(고등부) 단체전 | 1위  |

## 기타 활동
| 유형 | 일자             | 내용            |
| ---- | ---------------- | --------------- |
| 광고 | K팝스타2 경연 중 | KT Olleh All-IP |

## 평가
- 편지의 원작자 김광진은 트위터로 '신지훈이 부르는 편지를 듣는데 눈물이 난다'라고 언급한 바 있다.[44]
- 김광진은 올드스쿨에서 같이 작업하고 싶은 후배가 있냐는 김창렬의 물음에 김광진은 "얼마 전 신지훈 씨가 '편지'를 부른 걸 봤다. 목소리가 좋더라"라며 "기회가 되면 함께 작업해보고 싶다"는 바람을 드러냈다.[45]